# 黑花鱂
黑花鱂，為輻鰭魚綱鯉齒目鯉齒亞目花鳉科的其中一種，分布於中南美洲墨西哥至哥倫比亞的淡水、半淡鹹水流域、沿岸地帶，又可稱為短鰭茉莉、短帆茉莉、普通茉莉，雄魚體長範圍約為4～8公分，雌魚體長範圍約4～12公分，屬雜食性，以甲殼類、蠕蟲、藻類等為食，為高經濟價值得觀賞魚，具有多種人工改良品種以及短身型的個體，有著金、銀、黑的基本三色，本種容易與茉莉花鱂（Poecilia latipinna）、帆鰭花鱂（Poecilia velifera）雜交出可育的後代。

## 擴展閱讀
維基物種上的相關：黑花鱂